# أنيتا كريغليتسكا
أنيتا بياتا كريغليتسكا (ولدت في 23 مارس 1965) راقصة وملكة جمال بولندية فازت في مسابقة ملكة جمال العالم 1989 في هونغ كونغ ، أصبحت السيدة الأولى من بولندا التي تفوز باللقب وأكبر حاملة لقب عندما توجت في 22 نوفمبر 1989 عن عمر يناهز 24 عامًا، سافرت حول العالم لمدة عام وفاء بالتزاماتها ومساعدة منظمة ملكة جمال العالم في قضاياهم الخيرية ، في يوليو 1989 تم تتويجها بلقب ملكة جمال بولونيا 1989 وفي سبتمبر سافرت إلى اليابان لتمثيل بلدها في مسابقة ملكة جمال الدولية 1989، وكادت تفوز باللقب لبولندا ، لتصبح الوصيفة الأولى لإيريس كلاين من ألمانيا.

## نشأتها
ولدت أنيتا كريغليتسكا في شتشيتسين. درست الاقتصاد في جامعة غدانسك وبدأت دراساتها في مدرسة كلية إدارة الأعمال في وارسو للاقتصاد في بولندا. كانت عضوًا في مجموعة الرقص المعاصر في جامعة غدانسك قبل دخول مسابقة ملكة جمال بولندا.